# Opisthacanthus borboremai
Espèce
Opisthacanthus borboremai est une espèce de scorpions de la famille des Hormuridae.

## Distribution
Cette espèce est endémique de l'État d'Amazonas au Brésil. Elle se rencontre vers Santa Isabel do Rio Negro.

## Description
Le mâle holotype mesure 59,1 mm et la femelle paratype 67,0 mm.

## Étymologie
Cette espèce est nommée en l'honneur de Carlos Augusto Telles de Borborema.

## Publication originale
- Lourenço & Fé, 2003 : Description of a new species of Opisthacanthus Peters (Scorpiones, Liochelidae) to Brazilian Amazonia. Revista Iberica de Aracnologia, no 8, p. 81-88 (texte intégral).